# Grain Growers' Grain Company
La Grain Growers' Grain Companye (GGGC) est une coopérative d'agriculteurs fondée dans les provinces des prairies de l'Ouest du Canada en 1906.

## Fondation

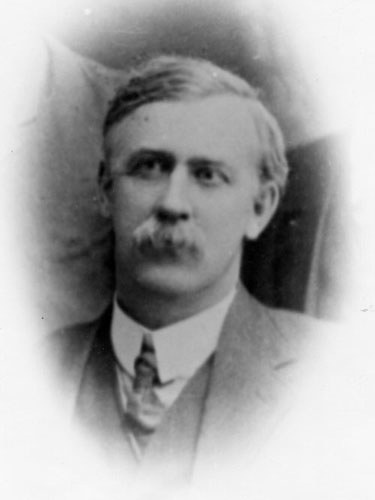
Edward Alexander Perdrix, la force motrice de la fondation de la GGGC

La création de la GGGC était en grande partie due à la volonté d'Edward Alexander Partridge, un « idéaliste impétueux ». La réunion de création de l'organisation coopérative GGGC a eu lieu à Sintaluta le 27 janvier 1906.
Les fondateurs de la GGGC rencontrent dès le début une forte résistance de la part des négociants en grains existants, qui l'ont exclue de la Bourse des Grains de Winnipeg. Avec l'aide du gouvernement du Manitoba, la GGGC a retrouvé son siège à la bourse, et bientôt une activité de négoce rentable. L'entreprise a fondé le Grain Growers Guide, journal de la région, qui est devenu le plus populaire de l'agriculteur moyen.
En 1912, la GGGC a commencé à opérer des bâtiments servant de silos-élévateurs à grains, et en 1913 dans l'approvisionnement des entreprises de culture de céréales. Elle contrôlait près de 200 silos-élévateurs ainsi que 122 hangars à charbons et 145 entrepôts.
Au début, c'était une lutte acharnée pour obtenir le soutien des agriculteurs. Moins d'un millier d'actions avaient été vendus au milieu de l'été 1906.
En juin, le Secrétaire d'État à Ottawa a refusé d'accorder une charte de société, en invoquant des raisons techniques. La GGGC a donc été contrainte d'appliquer la loi sur les sociétés du Manitoba, qui sera ensuite un handicap pour ses opérations à l'échelle nationale.
Aucun agriculteur a été autorisé à détenir plus de quatre actions, d'une valeur d 25 dollars chacune et chaque agriculteur reçu un seul droit de vote dans les assemblées. Les administrateurs provisoires ont tenu leur première réunion le 26 juillet 1906, où ils ont élu Partridge président. La GGGC a été officiellement créée le 5 septembre 1906. La société a établi son siège à Winnipeg et a acheté un siège à la Bourse des Grains de Winnipeg, cinq des fondateurs avançant la somme nécessaire de 2 500 dollars. Le premier wagon à céréales de la GGGC a été reçu le 21 septembre 1906.

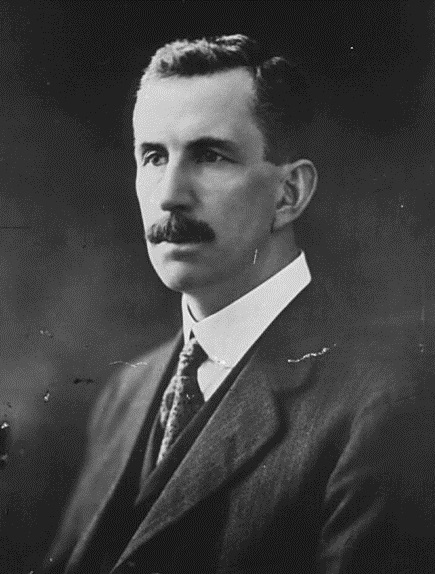
Thomas Crerar, président de 1907 à 1917

## L'expansion de la coopérative
Le 19 mai 1911, la GGGC reçu une charte fédérale et grandit rapidement, de 1 800 sociétaires en 1907, à plus de 27 000 en 1912. Son volume de céréales traitées, passe de 2,3 millions de dollars à près de 28 millions de boisseaux.
Tout d'abord, la GGGC a noué des arrangements avec les entreprises de silos à grain, percevant des commission sur les transactions et redistribuant les profits aux investisseurs. Le GGGC n'a cependant fait aucun effort pour vendre directement aux acheteurs étrangers, et a été critiqué pour cette raison par Partridge et d'autres pour son approche trop prudente.
En 1912, Partridge a organisé un groupe qui a écrit une lettre ouverte aux producteurs de grains dans lequel ils ont accusé la coopérative de "manquer d'habileté à faire des affaires". Ils ont estimé que Crerar, le président de la GGGC, devrait être forcé à quitter son poste.
Bien que la société exerce ses activités dans les trois provinces des prairies, elle s'est concentrée sur le Manitoba. La Saskatchewan Co-operative Elevator Company a été fondée en 1911 et s'est investie dans les silos à grains. En juillet 1912, le GGGC est aussi entrée dans l'activité des silos à grains lorsque l'on a loué 174 pays silos à grains du gouvernement du Manitoba, et commencé à faire fonctionner 135 d'entre eux. La GGGC a aussi commencé la construction de nouveaux silos de collecte. La GGGC a loué deux silos terminaux du chemin de Fer Canadien Pacifique à Fort William, en Ontario, sur le lac Supérieur. Ils ont commencé à exploiter les bornes en octobre 1912 comme une unité d'une capacité de 2 300 000 boisseaux. En 1913, la société a acheté un autre terminal à Fort William. Il a brûlé en 1916 et a été remplacé par un terminal à Port Arthur, d'une capacité de 300 000 boisseaux.

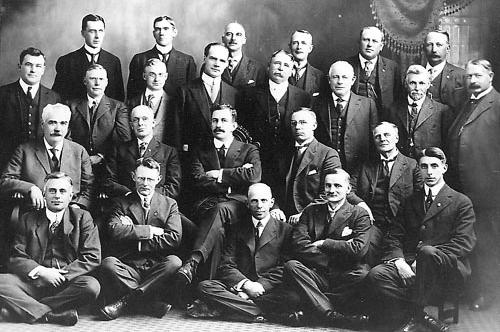
Les administrateurs de ce qui allait devenir l'Organisation des producteurs de grains en 1916

En mai 1913, la GGGC loué un moulin à farine à Rapid City, au Manitoba, puis est entrée ans l'approvisionnement des entreprises familiales agricoles, et la vente d'autres produits tels que le charbon et les pommes. Après un lent démarrage, l'entreprise a commencé à s'épanouir en tant que vendeurs de fournitures et ouvert un élevage en mars 1916.

## Fusion
En 1917, la GGGC fusionne avec l'Alberta Farmers' Cooperative Elevator Company (AFCEC) pour former l'United Grain Growers (UGG).